# The Surfaris
The Surfaris var en surfrockgrupp bildad år 1962 i Kalifornien, USA. Originalmedlemmarna var Ron Wilson (sång, trummor), Jim Fuller (sologitarr), Bob Berryhill (gitarr) och Pat Connolly (basgitarr). Efter gruppens debutsingel blev även saxofonisten Jim Pash medlem.
Gruppen är känd för låten "Wipe Out" från 1963. Låten som var gruppens debutsingel blev en stor hit och nådde andraplatsen på Billboard Hot 100-listan. Den blev även en framgång i Europa och nådde femteplats på UK Singles Chart, samt fjortondeplats på svenska Kvällstoppen Även b-sidan till "Wipe Out", "Surfer Joe" låg på Billboardlistan (högsta placering #62), och uppföljarsingeln "Point Panic" nådde #49. Point Panic kallas en plats på Hawaii som är populär bland surfare. Några fler av de dussintals låtar de framfört kom inte upp i rampljuset.
Connolly lämnade gruppen 1965 och ersattes av Ken Forssi, men 1966 splittrades gruppen. Ron Wilson dog 1989, men både Jim Fuller och Bob Berryhill har sporadiskt uppträtt med Surfaris-låtar på 2000-talet. Saxofonisten Jim Pash dog 2005. Jim Fuller avled 2017.

## Diskografi (urval)
Album
- 1963 – The Surfaris Play
- 1963 – Wipe Out
- 1964 – Fun City USA
- 1964 – Hit City '64
- 1965 – It Ain't Me, Babe
- 1973 – Yesterdays Pop Scene
- 1976 – Surfers Rule
- 1977 – Gone with the Wave

Singlar
- 1963 – "Wipe Out" / "Surfer Joe"
- 1963 – "Point Panic" / "Waikiki Run"
- 1963 – "Wipe Out" / "I'm a Hog for You"
- 1964 – "Murphy the Surfie" / "Go Go Go for Louie's Place"